# Xian de Fuyun
Cette page contient des caractères spéciaux ou non latins. S’ils s’affichent mal (▯, ?, etc.), consultez la page d’aide Unicode.
Le xian de Fuyun (富蕴 ; pinyin : Fùyùn Xiàn) est une subdivision administrative de la région autonome du Xinjiang en Chine . Il relève de la juridiction de la préfecture d'Altay.

## Démographie
En 1999, la population du xian de Fuyun était de 82 098 habitants.Selon le recensement de 2020, elle s’élevait à 99 748 habitants, ce qui correspond à une densité d’environ 3,1 habitants par kilomètre carré. La superficie totale de la subdivision est de 32 244 km² .